# Dekanat Mergentheim

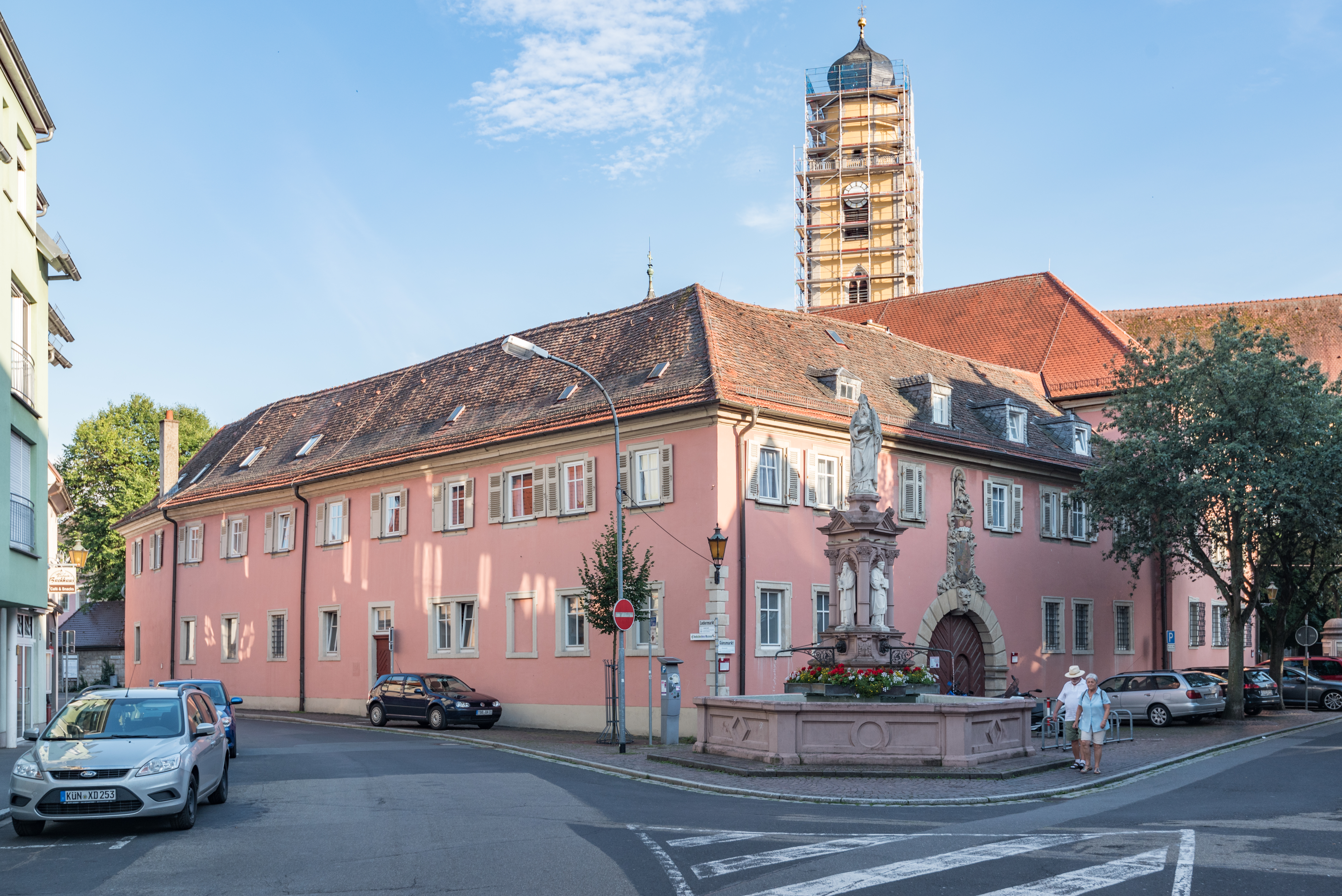
Der Sitz der Dekanatsverwaltung in Bad Mergentheim

Das Dekanat Mergentheim ist eines von 25 Dekanaten in der römisch-katholischen Diözese Rottenburg-Stuttgart und besteht aus 19 Kirchengemeinden, vier Seelsorgeeinheiten und etwa 18.000 (Stand 2015) Katholiken. Derzeit (Stand Ende 2020) hat das Dekanat 17.040 Katholiken. Der Dekanatssitz befindet sich in Bad Mergentheim. Das Gebiet des Dekanats ist deckungsgleich mit dem evangelischen Kirchenbezirk Weikersheim und umfasst in etwa die Gemeinden im Main-Tauber-Kreis, die bis 1945 zum Land Württemberg gehörten.

## Geschichte
Das Dekanat Mergentheim wurde bereits Mitte des 14. Jahrhunderts in der frühesten erhaltenen Auflistung der Dekanate erwähnt. Es umfasste Pfarreien links und rechts der oberen Tauber. Bis ins frühe 19. Jahrhundert gehörte das alte Dekanat Mergentheim zum Bistum Würzburg. Die Reformation veränderte die Gliederung des Dekanats: Etwa zwei Drittel der Pfarreien wurden durch ihre Ortsherrschaften evangelisch. Im Jahre 1608 umfasste das Dekanat Mergentheim nur noch elf Pfarreien, konnte jedoch durch den katholisch gebliebenen Deutschen Orden fortbestehen.
Im Verlaufe der Gegenreformation kam es zur Gründung zusätzlicher Pfarreien. Auch die Eingliederung von acht Pfarreien, die zuvor zum Bistum Mainz gehörten und 1656 an Würzburg fielen, brachte weiteren Zuwachs. Dadurch wuchs das Dekanat Mergentheim bis zum Jahre 1790 wieder auf 27 Pfarreien an.
Die napoleonische Zeit brachte eine neuerliche Zäsur, als es zur Aufgebung des Hochstifts Würzburg (1803) und zur Säkularisation des Gebiets des Deutschen Ordens in den Rheinbundstaaten (1809) kam. Die meisten Pfarreien des Dekanats Mergentheim gehörten zu diesen beiden geistlichen Territorien. Das Dekanat wurde in der Folge auf drei Staaten verteilt: 14 Pfarreien fielen an das Großherzogtum Baden, sechs Pfarreien kamen an Bayern. Mergentheim selbst und weitere sechs Pfarreien gelangten an das Königreich Württemberg, wo ein stark verkleinertes Dekanat Mergentheim gebildet wurde. Bereits 1811 fügte man zwei Pfarreien aus dem alten Dekanat Krautheim und eine Pfarrei aus dem Dekanat Ochsenfurt hinzu.
Seit das Dekanat Mergentheim zur 1821 gegründeten Diözese Rottenburg gehörte, blieb die Anzahl der Pfarreien dann lange Zeit stabil. Es gab noch vereinzelte Neugründungen von Pfarreien. Einen letzten Zuwachs löste der Zugang zahlreicher Heimatvertriebener nach dem Zweiten Weltkrieg aus: Es kam zur Gründung  der Pfarreien Gerabonn (1958), Schrozberg (1964), Weikersheim (1965) und Creglingen (1966). 1965 führte die Bildung des Dekanats Crailsheim zur Abtretung der Pfarreien Bartenstein, Gerabronn und Schrozberg. Von vielfältigen Dekanatszusammenlegungen seit 2006, bei denen die Sprengel häufig an die bestehenden Landkreise angepasst wurden, war das Dekanat Mergentheim nicht betroffen. Somit konnte das Dekanat seinen seit Anfang des 19. Jahrhunderts erhaltenen räumlichen Zuschnitt im Wesentlichen bis heute bewahren.

## Gliederung
Das Dekanat Mergentheim gliedert sich in die folgenden vier Seelsorgeeinheiten:
| Seelsorgeeinheiten   | zugehörige Pfarreien und Filialen |
| -------------------- | --- |
| SE 1a – L.A.M.M.     | Münster St. Johannes Baptist (Bad Mergentheim) mit der Filiale Maria Immaculata (Edelfingen), St. Gumpert und St. Kunibert (Apfelbach), Zur Heiligsten Dreifaltigkeit (Löffelstelzen), St. Kilian (Markelsheim) Weitere Kirchen und Kapellen: Klosterkirche Maria Hilf (Bad Mergentheim), Maria Heil der Kranken (Bad Mergentheim) (Kirche im Caritas-Krankenhaus Bad Mergentheim), Marienkirche (Bad Mergentheim), Wolfgangskapelle (Bad Mergentheim) |
| SE 1b – Heilig Kreuz | St. Georg (Wachbach), St. Peter und Paul (Rot), Mariä Himmelfahrt (Hachtel), Mariä Krönung (Stuppach), St. Leonhard (Rengershausen), St. Pius (Laibach) Weitere Kapellen: Madonnenkapelle (Stuppach) mit der Stuppacher Madonna, Schlosskapelle (Laibach) |
| SE 2                 | St. Michael (Igersheim), St. Franziskus (Bernsfelden), St. Aegidius (Harthausen), St. Antonius (Neuses), St. Martin und St. Veit (Simmringen) |
| SE 3                 | Zum kostbaren Blut (Weikersheim) mit den Filialen Elpersheim und Queckbronn, Fronleichnam (Creglingen), St. Margareta (Laudenbach), St. Johannes Evangelist (Niederstetten) Weitere Kirchen, Kapellen und Kreuzwege: Kreuzweg (Laudenbach) zur Bergkirche Laudenbach, Maria Immaculata (Schloss Haltenbergstetten) |

## Demographische und sozialräumliche Struktur
Das Dekanat Mergentheim ist das nördlichste Dekanat der Diözese Rottenburg-Stuttgart. Mit etwa 18.000 Katholiken, die in 19 Kirchengemeinden und vier Seelsorgeeinheiten gegliedert sind, gehört es zu den kleineren Dekanaten der Diözese. Das Dekanat umfasst einen Teil des Main-Tauber-Kreises, dessen anderer Teil zum Dekanat Tauberbischofsheim der Erzdiözese Freiburg gehört. Laibach (ein Ortsteil von Dörzbach im Hohenlohekreis) ist die einzige Kirchengemeinde des Dekanats außerhalb dem Main-Tauber-Kreis. Das Dekanat Mergentheim stößt an seinen Außengrenzen an die Erzdiözese Freiburg, die Diözese Würzburg und die Erzdiözese Bamberg. Die benachbarten Dekanate innerhalb der Diözese Rottenburg-Stuttgart sind Hohenlohe und Schwäbisch Hall.
Das Gebiet um die frühere Deutschordens- und Kreisstadt Bad Mergentheim ist überwiegend katholisch geprägt (Seelsorgeeinheiten 1a, 1b und 2). Auf dem Gebiet der im Osten des Dekanats (Seelsorgeeinheit 3) überwiegen die evangelischen Christen.